# Мансо, Армандо
Армандо Мансо Понсе (исп. Armando Manzo Ponce; родился 16 октября 1958 года в Мехико, Мексика) — мексиканский футболист, защитник. Известен по выступлениям за мексиканский клуб «Америка» и сборную Мексики. Участник чемпионата мира 1986 года.

## Клубная карьера
В 1978 году Мансо начал карьеру в клубе «Тампико Мадейро». По окончании сезона он перешёл в «Америку» из Мехико. С новым клубом Армандо дважды выиграл мексиканскую Примеру в 1984 и 1985 годах. В составе команды он провёл 8 сезонов сыграв более 200 матчей во всех соревнованиях. В 1987 году Мансо помог клуба завоевать Кубок чемпионов КОНКАКАФ.
После того, как Армандо покинул «Америку», он по сезону выступал за «Некаксу», «Кобрас» и «Монтеррей», в котором из завершил карьеру в 1990 году.

## Международная карьера
18 марта 1980 года в товарищеском матче против сборной Гондураса Мансо дебютировал за сборную Мексики.
В 1986 году Армандо попал в заявку сборной на участие в домашнем Чемпионате мира. На турнире он был запасным и не принял и не сыграл ни минуты.

## Достижения
Командные
 «Америка»
- Чемпионат Мексики по футболу — 1984
- Чемпионат Мексики по футболу — 1985
- Обладатель Кубка чемпионов КОНКАКАФ — 1987